# Strikeforce: Shamrock vs. Diaz
Strikeforce: Shamrock vs. Diaz foi um evento de artes marciais mistas promovido pelo Strikeforce, ocorrido em 11 de abril de 2009 no HP Pavilion em San Jose, California. Esse foi o primeiro evento promovido pelo Strikeforce após sua aquisição da promoção extinta EliteXC por meio de sua empresa-mãe ProElite. Foi transmitido na tv à cabo no canal Showtime e online através do Strikeforce All Access. Gus Johnson, Mauro Ranallo e Pat Miletich foram os comentaristas da transmissão e Jimmy Lennon Jr. foi o ring announcer. O público oficial anunciado foi 14,409. O evento acumulou aproximadamente 364,000 espectadores na Showtime.

## Background
Gilbert Melendez era esperado para enfrentar Josh Thomson, porém, Thomson quebrou sua perna nos treinos e saiu da luta. Rodrigo Damm então o substituiu.

### Pesagem
Todos os lutadores exceto Cristiane Justino e Brandon Michaels bateram o peso na pesagem oficial em 10 de Abril. Santos originalmente pesou 152.0 lb (68.9 kg) para sua luta contra Hitomi Akano em 145.0 lb (65.8 kg) e teve algumas horas para cortar o peso para 149.5 lb (67.8 kg) para atingir o permitido teria que perder 6 lb (2.7 kg). Na segunda tentativa ela pesou 150.5 lb (68.3 kg) e foi liberada para lutas. Santos perdeu 20% da sua bolsa para a Comissão Atlética de Califórnia por não bater o o peso, com metade indo para Akano.
Brandon Michaels pesou 187.5 lb (85.0 kg), passando o limite dos médios de 185 lb (84 kg). Sua luta com Raul Castillo (183 lb (83 kg)) foi mudada para Catchweight em 187.5 lb (85.0 kg), com Michaels sendo penalizado com 20% da sua bolsa.

## Pagamentos
Essa é a lista de pagamentos dos lutadores, como previsto pela Comissão Atlética da Califórnia. Os salários não incluem deduções para itens como segurança, licenças e taxas. Adicionalmente, os salários não incluem o dinheiro dos patrocinadores, que muitas vezes pode ser uma porção substancial da renda e um lutador.
- Gilbert Melendez: $49,890 (sem bônus por vitória) derrotou Rodrigo Damm: $9,190
- Nick Diaz: $39,950 ($10,000 bônus por vitória) derrotou Frank Shamrock: $369,790
- Scott Smith: $49,940 ($25,000 bônus por vitória) derrotou Benji Radach: $16,940
- Brett Rogers: $39,940 ($20,000 bônus por vitória) derrotou Ron "Abongo" Humphrey: $3,205
- Cristiane Justino: $18,000 ($10,000 bônus por vitória) derrotou Hitomi Akano: $1,450
- Luke Rockhold: $6,000 ($3,000 bônus por vitória) derrotou Buck Meredith: $1,540
- Eric Lawson: $9,950 ($2,000 bônus por vitória) derrotou Waylon Kennell: $1,950
- Raul Castillo: $7,890 ($3,500 bônus por vitória) derrotou Brandon Michaels: $1,500
- James Terry: $3,940 ($2,000 bônus por vitória) derrotou Zak Bucia: $1,500
- Shingo Kohara: $940 (sem bônus por vitória) derrotou Jeremy Tavares: $940

## Ligações Externas
1. ↑  Pelo Cinturão Interino Peso Leve do Strikeforce.